# Aeroportul Parnaíba-Prefeito Dr. João Silva Filho
Aeroportul Parnaíba-Prefeito Dr. João Silva Filho (IATA: PHB, ICAO: SBPB) este un aeroport din Piauí, Brazilia ce deservește zona Parnaíba. Aeroportul a fost tranzitat în 2022 de 29.368 de pasageri. A fost numit după João Silva Filho⁠(d).
Situat la o altitudine de 5 m, aeroportul dispune de 1 pistă. Este operat de Infraero⁠(d).

## Infrastructură

### Piste
Aeroportul dispune de o singură pistă. Pista 10/28 are suprafața de asfalt și dimensiunile 2.500 m × 45 m. 